# Taxie
Een taxie is een oriënteringsreactie van vrij beweegbare organismen, die hun beweging richten volgens de gradiënt van een zekere prikkel in hun omgeving. Taxie komt voor bij afzonderlijke cellen, micro-organismen zoals bacteriën, dieren en planten. Bij planten gaat het daarbij om eencelligen of sporen van hogere organismen. Het gaat steeds om organismen die motiliteit vertonen, dat wil zeggen die zich kunnen verplaatsen.
Taxie verschilt van tropie (draaiende beweging naar of weg van een prikkel) en nastie (beweging die bepaald wordt door de bouw van het bewegend orgaan), bewegingen die ook voorkomen bij planten die zich niet kunnen verplaatsen.
Een positieve taxie is gericht naar de prikkel, bijvoorbeeld naar het licht, naar een voedselbron of naar soortgenoten die een feromoon verspreiden. Een negatieve taxie is een beweging weg van de prikkel, dit is meestal een afweerbeweging bijvoorbeeld weg van hoge stralingsintensiteiten of van schadelijke chemische stoffen. Taxie is een reflexreactie, die automatisch optreedt en stopt wanneer de prikkelgradiënt wegvalt.

## Soorten Taxie
Naargelang de aard van de prikkel onderscheidt men verscheidene soorten taxiën; enkele daarvan zijn:
- Chemotaxie: beweging uitgelokt door de concentratiegradiënt van chemische stoffen.

Voorbeeld: Neutrofiele granulocyten migreren onder invloed van een concentratiegradiënt naar een ontstekingshaard.
- Fonotaxie: beweging uitgelokt door geluid (inclusief ultrasoon geluid)
- Fototaxie: beweging uitgelokt door licht (inclusief infrarood en ultraviolet licht)
- Galvanotaxie: beweging uitgelokt door een elektrisch veld (potentiaalverschil)
- Geotaxie: beweging uitgelokt door de zwaartekracht
- Magnetotaxie: beweging uitgelokt door een magnetisch veld
- Rheotaxie: beweging uitgelokt door de waterstroming.
- Thermotaxie: beweging uitgelokt door een warmtegradiënt
- Thigmotaxie: beweging, of vaak juist rust, uitgelokt door (gebrek aan) aanraking (onder andere insecten die nauwe ruimtes opzoeken).

## Wiskundige beschrijving
Taxie komt voor in wiskundige modellen van biologische systemen, samen met nog andere processen zoals diffusie, chemische reacties, brontermen... . In zo'n model is het de bedoeling de variatie van een concentratie u(t,x) te bepalen, waarbij t staat voor de tijd, en x voor de plaats in 1 tot 3 dimensies. Dergelijke modellen worden beschreven door zogenaamde TDR-vergelijkingen (Taxis-Diffusie-Reactie). Dit zijn partiële differentiaalvergelijkingen.
Bij taxie is de flux van een stof u(t,x) evenredig met de gradient van een andere concentratie c(t,x):
{\displaystyle flux_{taxie}\,=\,K\,u\,\nabla c}
waarbij de factor K de tactische gevoeligheid is, die in het eenvoudigste geval constant is of verondersteld wordt te zijn, maar die eventueel van andere variabelen kan afhangen. Ook kan rekening gehouden worden met verzadigingseffecten. Indien K positief is, gebeurt de flux, in tegenstelling tot diffusie, in de richting van de opgaande gradient.
In de partiële differentiaalvergelijking die de verandering van de concentratie u(t,x) beschrijft levert taxie een bijdrage:
{\displaystyle {\frac {\partial u}{\partial t}}\,=\,-\nabla (K\,u\,\nabla c)}
Indien de concentratie u(t,x) onderhevig is aan meerdere tactische processen komen meerdere dergelijke termen voor.